# Fufu (Hund)
Fufu oder Foo Foo (* 1997, † Februar 2015 in Bangkok) war der Pudel von Maha Vajiralongkorn, dem Kronprinzen von Thailand.

## Herkunft
Die jüngste Tochter Vajiralongkorns, Sirivannavari Nariratana, hatte den Hund im Alter von einem Monat auf dem Chatuchak-Markt in Bangkok zusammen mit einigen Hamstern, Kaninchen und anderen Hunden gekauft. Der Hund wurde aufgrund des geringen Alters der Tochter zunächst von Palastbediensteten in einem Tierheim untergebracht.

## Medienereignisse
Fufu wurde einer größeren Öffentlichkeit bekannt, als 2007 ein Video über ihn auf Youtube gepostet wurde. Es zeigte die dritte Frau des Kronprinzen, Prinzessin Srirasmi, wie sie nur mit einem G-String bekleidet den Hund mit einer Geburtstagstorte fütterte. Das Video, vermutlich von Gegnern des Kronprinzen veröffentlicht, wurde zu einer Sensation in Thailand und wurde in Medienberichten mit einem verborgenen Machtkampf um die Thronfolge von König Bhumibol Adulyadej in Verbindung gebracht.
Der Hund wurde oft auch auf Staatsbesuchen und hochrangigen Empfängen mitgeführt. Der Botschafter der Vereinigten Staaten in Thailand, Ralph L. Boyce, berichtete 2007 in einer später von Wikileaks veröffentlichten Depesche  an sein Außenministerium von einer Gala zu Ehren des Kronprinzen, bei der der Pudel in Abendgarderobe erschienen, auf den Tisch gesprungen sei und aus den Wassergläsern der Gäste und des US-Botschafters getrunken habe. Des Weiteren berichtete Boyce, dass Fufu Srirasmi zufolge zum „Air Chief Marshal“ (Luftwaffengeneral) befördert worden sei. Der Pudel sei zum Stadtgespräch geworden, die Rolle des Herrchens als Nachfolger des vergleichsweise beliebten Königs Bhumibol Adulyadej werde von vielen Thais eher kritisch gesehen.
Nach der Scheidung von Prinzessin Srirasmi war der Kronprinz samt dem Hund öfters in München zu Gast, wo er mit seiner neuen Freundin, einer Stewardess namens Nui, zusammentraf. Auftritte des künftigen Monarchen in ausgebeulten Jeans, mit aufgemalten Tätowierungen zusammen mit dem Pudel und mehreren Dutzend Bodyguards waren unter anderem Thema bei der Münchner Boulevardpresse. Fufu sei unter anderem in Galauniform und türkisfarbenen Schühchen Gassi geführt worden. Der Hund wie die kontroversen Auftritte des Thronfolgers war auch Thema bei Foreign Policy.
Im Dezember 2013 wurde ein satirischer Bericht über Tongdaeng, die Hündin des Königs Bhumibol, und Fufu verfasst, der auf die Thronfolge in Thailand anspielte.
Nach dem Tod des Tieres 2015 fand seine feierliche Kremierung im Tierkrematorium Tiertrauer in München statt; die Zeremonien zogen sich mehrere Tage hin, in den sozialen Medien intensiv kommentiert. Der mediale Umgang mit dem Hund ermöglichte eine indirekte und ironische Diskussion zur Sorge um die Nachfolge des Königs, die aufgrund der strengen Gesetze zur Majestätsbeleidigung in Thailand nicht offen geäußert werden konnten.